# شهرستان بونی (ایلینوی)

شهرستان بونی

شهرستان بونی، (به انگلیسی: Boone County) شهرستانی در ایالت ایلی‌نوی ایالات متحده امریکا و بر طبق سرشماری ۲۰۱۰ این شهرستان ۵۴۱۶۵ نفر جمعیت داشته‌است. رشد جمعیت این شهرستان از ۲۰۰۰ تا ۲۰۱۰، حدود ۲۹٫۶ درصد رشد مثبت داشته است

طبق سرشماری ۲۰۱۰، مساحت این شهرستان ۷۳۰٫۴ کیلومتر مربع وسعت داشته که از این مقدار ۰٫۴۶ درصد آب و ۹۹٫۵۴ درصد خشکی می‌باشد.

## همسایگان و راه‌ها
همسایگان این شهرستان عبارتند از:
- شمال: شهرستان راک، ویسکانسین
- شمال‌شرق: شهرستان راک، ویسکانسین
- شرق: شهرستان مک هنری
- جنوب‌شرق:
- جنوب: شهرستان دکلاب
- جنوب‌غرب: شهرستان اوگل
- غرب: شهرستان وینه‌بگو
- شمال‌غرب:

راه‌های اصلی این شهرستان:
1. بزرگراه میان‌ایالتی ۹۰
2. بزرگراه ۲۰ ایالات متحده
3. جاده ۷۶ ایلی‌نوی
4. جاده ۱۷۳ ایلی‌نوی

## شهرها
- بلویدر، ایلی‌نوی، مرکز شهرستان
- کلدونیا، ایلی‌نوی
- کپرون، ایلی‌نوی
- چری ولی، ایلی‌نوی
- گاردن پراری، ایلی‌نوی
- لاوزپارک، ایلی‌نوی
- پوپلار گرو، ایلی‌نوی
- تیمبرلند، ایلی‌نوی

## جمعیت و هرم سنی

هرم سنی این شهرستان در سال ۲۰۰۰

این شهرستان بر اساس سرشماری سال ۲۰۰۰ دارای ۴۱۷۸۶ نفر جمعیت بوده‌است.

تراکم نسی جمعیت ۵۷ نفر بر کیلومتر مربع می‌باشد.

هرم سنی این شهرستان در سال ۲۰۰۰ در شکل روبرو نمایش داده شده‌است.

## تاریخچه
این شهرستان در ۱۸۳۷ از شهرستان وینه‌بگو جدا شده‌است. این شهرستان نام خود را از دانیال بونی، پیش آهنگ و کاشف سرزمین کنتاکی گرفته‌است.

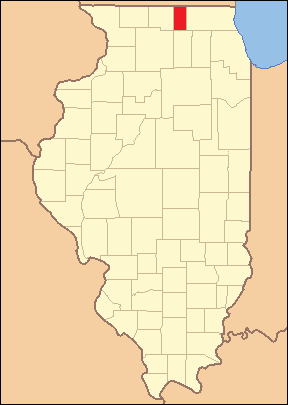
شهرستان بونی در زمان تشکیل در سال ۱۸۳۷